# Піотровський Адріан Іванович
Піотровський Адріан Іванович (8(20).11.1898 — 21.11.1937) — російський і радянський перекладач, філолог, драматург, літературознавець, театральний критик, кінознавець, художній керівник кіностудії «Ленфільм». Заслужений діяч мистецтв РРФСР (1935).

## Життєпис
Народ. 20 листопада 1898 р. Закінчив філософський факультет Петроградського університету (1923). Виступав як критик і теоретик кіно, сценарист. Був директором і викладачем Вищих курсів мистецтвознавства при Інституті мистецтв у Ленінграді, а також завідувачем літературної частини Великого драматичного театру, Ленінградського ТРОМу (Театр робочої молоді), Малого оперного театру та ін, автор ряду п'єс. Працював в кіно: автор сценаріїв, теоретичних статей про специфіку кіно, критичних статей; в 1928-37 роки був художнім керівником Ленінградської фабрики «Совкіно» (пізніше — «Ленфільм»). Знавець античної літератури, автор поетичних перекладів, досліджень по історії античного театру.
Співавтор лібрето балетів «Світлий струмок» Д. Д. Шостаковича і «Ромео і Джульєтта» С. С. Прокоф'єва.
Був членом Спілки письменників Росії.
Арештований 10 липня 1937 р. за звинуваченням у шпигунстві і диверсії. Комісією НКВС і Прокуратури СРСР був засуджений до розстрілу і розстріляний 21 листопада 1937року.